# Три Брата (Североуральский муниципальный округ)
Три Брата — скалы на правом берегу реки Вагран, в восточных окрестностях города Североуральска. Скалы, покрытые лесом, имеют причудливую форму, сложены из известняка и разделены на три крупных останца. Склоны крутые и обрывистые, особенно с северной и восточной сторон. Протяжённость скал вдоль реки 1200 м. Верхние по течению останцы невысоки, до 10 м, близко подходят к урезу воды. После широкого лога располагается столбообразный трёхзубый на вершине утёс до 30 м высотой. В западной части скального массива на высоте 20 м над уровнем реки находится обширный грот размерами 6 х 4 х 12 м. 
Скалы окружают сосновые кустарничково-зеленомошные леса. Лишь в глубоких сырых логах сформировались елово-пихтовые леса. На более или менее отвесных участках скал развиваются петрофильные растительные группировки.
На территории памятника природы выявлено 25 видов мхов, 4 вида папоротников, 4 вида голосеменных, 59 видов цветковых растений. Из них 8 занесено в Красную книгу Свердловской области. 
В 2001 году Постановлением Правительства Свердловской области от 17 января 2001 года № 41-ПП скалы Три Брата были объявлены ботанико-геоморфологическим памятником природы. Этим же правовым актом охрана территории объекта возложена на ГУ СО «Карпинское лесничество». Площадь особо охраняемой природной территории составляет 47,4 га.